# 가면라이더 스컬
본 문서의 이해를 돕기 위한 비자유 그림이 있습니다. 
링크의 파일을 직접 올려 주세요
가면라이더 스컬(일본어: 仮面ライダースカル 카멘라이다 스카루[*])은 일본 토에이의 특촬 드라마 가면라이더 시리즈의 2009년 ~ 2010년 작품인 《가면라이더 W》에 등장하는 3호 라이더이다. 《가면라이더 × 가면라이더 W & 디케이드 MOVIE 대전 2010》의 〈가면라이더 W: 비긴즈 나이트〉에서 처음으로 등장했으며, 《가면라이더 × 가면라이더 × 가면라이더 더 무비: 초 덴오 트릴로지》의 〈에피소드 옐로〉, 《극장판 가면라이더 W FOREVER: A to Z/운명의 가이아 메모리》의 뮤직 비디오, 《가면라이더 × 가면라이더 OOO & W feat.스컬: MOVIE 대전 CORE》의 〈가면라이더 스컬: 더블로부터의 메시지〉에서의 주인공 등으로 등장했다. 가면라이더 스컬은 사람의 해골과 알파벳 S를 모티브로 했다.

## 나루미 소우키치
《가면라이더 W》에서 가면라이더 스컬로 변신하는 나루미 소우키치(일본어: 鳴海 荘吉 나루미 소키치[*], 킷카와 코지가 연기)는 나루미 아키코의 아버지로, 후토에 나루미 탐정 사무소를 연 인물이며, 나루미 탐정 사무소에서 히다리 쇼타로를 제자로 삼아 그를 가르치고 있었다.

## 장비
- 로스트 드라이버(ロストドライバー)
- 가이아 메모리(ガイアメモリ)
- 스컬 매그넘(スカルマグナム)
- 스컬보일더(スカルボイルダー)
- 스컬게리(スカルギャリー)
- 스태그폰(スタッグフォン)